# Лопес Аменабар, Антонио
Антонио де Хесус Лопес Аменабар (исп. Antonio de Jesús López Amenábar; 10 апреля 1997, Мехико, Мексика) — мексиканский и гватемальский футболист, полузащитник гватемальского клуба «Комуникасьонес».

## Клубная карьера
Лопес — воспитанник столичного клуба «Америка». 23 июля 2018 года в матче против «Некаксы» он дебютировал в мексиканской Примере.

## Карьера в сборной
Лопес родился в Мехико, но он имеет гватемальские корни. Поэтому в 2020 году он согласился выступать за национальную сборную этой страны. В сентябре того же года хавбек дебютировал за неё в товарищеском матче против Мексики. Был включён в состав сборной на Золотой кубок КОНКАКАФ 2023.

## Достижения
Командные
«Америка»
- Чемпион Мексики: апертура 2018
- Обладатель Кубка Мексики: клаусура 2019
- Чемпион чемпионов: 2019

«Комуникасьонес»
- Чемпион Гватемалы: апертура 2023